# Mundarara
Mundarara ist ein Verwaltungsbezirk (Ward) des Distrikts Longido in der tansanischen Region Arusha.

## Geografie
Mundarara liegt im Norden von Tansania, etwa 50 Kilometer nordnordwestlich der Regionshauptstadt Arusha und östlich vom Natronsee. Im Norden grenzt der Bezirk an Engarenaibor, im Nordosten an Kimokouwa, im Osten an Orbomba, im Südosten an Engikaret, im Süden an Ketumbeine, im Westen an Gelai Lumbwa und im Nordwesten an Matale.
Der Bezirk hat eine Fläche von 576 Quadratkilometern. Bei der Volkszählung 2022 lebten hier 11.442 Menschen in 2852 Haushalten.

## Gliederung
Der Bezirk besteht aus vier Gemeinden (Mtaa) mit zwölf Orten (Kitongoji):

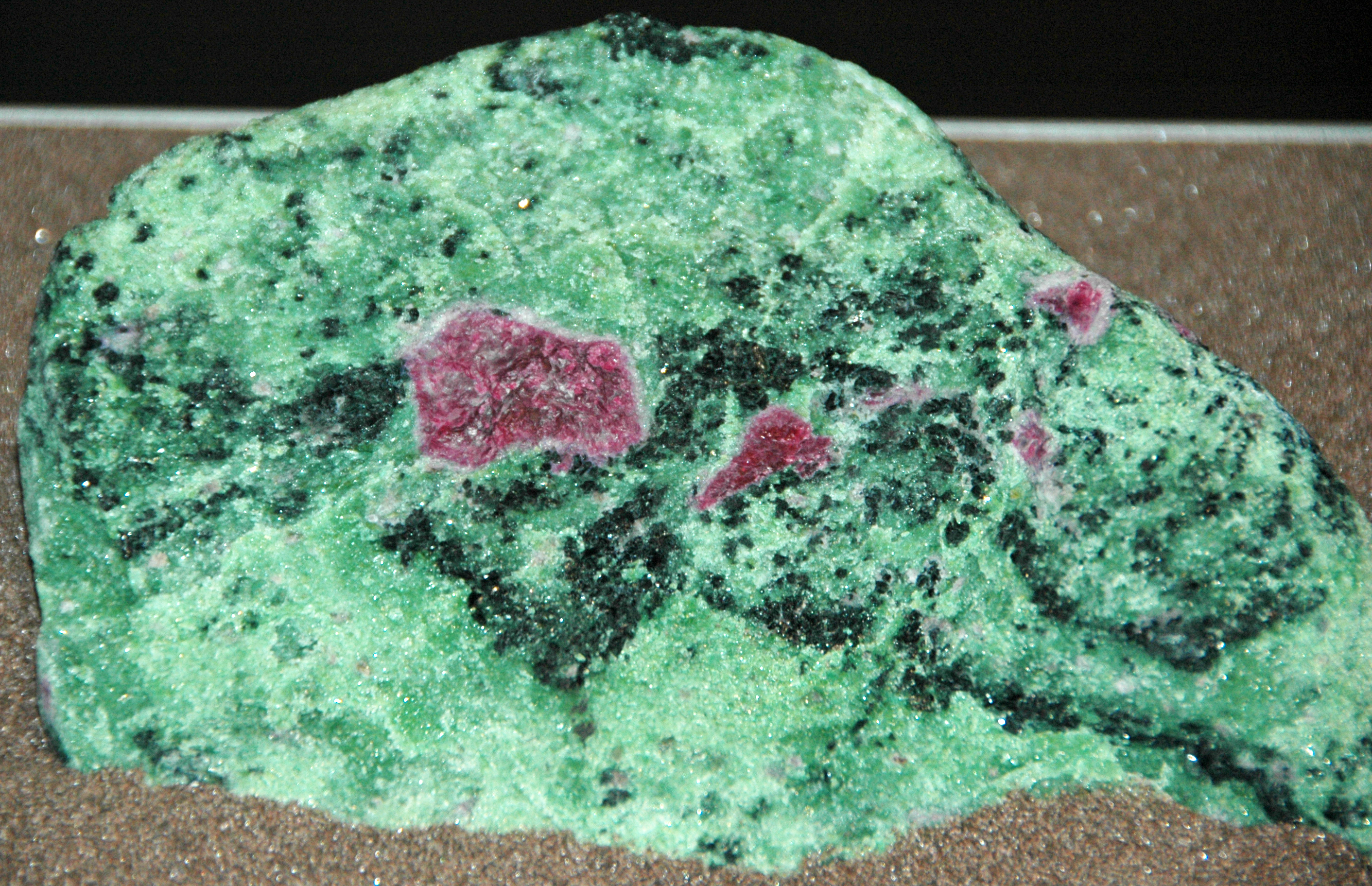
Anyolit aus Mundarara

| Mundarara - Less Mundarara - Olorien - Olongelu - Katarini - Injalay | Orgira - Ingondin - Engutoto | Orpurkel - Loosoito - Engosokwan | Lesingéita - Oldoinyo - Ndepes - Lelek |

## Wirtschaft und Infrastruktur
- Gesundheit: Im Bezirk gibt es eine staatliche Apotheke, die auch kleine chirurgische Eingriffe durchführt.[8]
- Bergbau: In  Mundarara wird Anyolit gefunden, ein Mineralgemisch mit Rubinen in grüner Zoisitmatrix.[9]